# Фрајбург (Елба)
Фрајбург (њем. Freiburg/Elbe) град је у њемачкој савезној држави Доња Саксонија. Једно је од 40 општинских средишта округа Штаде. Према процјени из 2010. у граду је живјело 1.856 становника. Посједује регионалну шифру (AGS) 3359018.

## Географски и демографски подаци
Фрајбург се налази у савезној држави Доња Саксонија у округу Штаде. Град се налази на надморској висини од 0-5 метара. Површина општине износи 34,1 km². У самом граду је, према процјени из 2010. године, живјело 1.856 становника. Просјечна густина становништва износи 54 становника/km².